# متلازمة إف جي
متلازمة إف جي هي متلازمة وراثية نادرة تسببها مورثات –أو مورثة واحدة – متنحية تتموضع على الكروموسوم (الصبغي) X، وتسبب تشوهات جسدية ومعوقات نمائية. اشتُق اسم المتلازمة من الأحرف الأولى لاسم وكنية أول مريض شُخّص بها. وأول من شَخّص هذه الحالة هما عالما الوراثة الأميركيين جون إم. أوبتز وإليزابيث جي. كافيغيا عام 1974، وتشمل الأعراض السريرية التخلف العقلي واضطراب نقص الانتباه مع فرط النشاط ونقص التوتر العضلي، بالإضافة إلى امتلاك المريض ملامح وجهٍ مميزة كضخامة الرأس.
تُسمى متلازمة إف جي (بالإنجليزية: FG syndrome)‏ بتسمياتٍ أُخرى، تتضمن: متلازمة أوبيتز-كافيجيا (Opitz–Kaveggia syndrome)، ومتلازمة نمو الجنين

## الأعراض
تتجلى الأعراض الرئيسية لمتلازمة إف جي بالتخلف العقلي وفرط النشاط، وعادة ما يكون الأخير شديداً. بالإضافة إلى الإمساك الشديد، سواء كان المريض يعاني من تشوهات بنيوية في الشرج –كرتق الشرج أم لا. يعاني المريض أيضاً من ضخامة الرأس، ونقص التوتر العضلي الذي يكسب المريض مظهراً مميزاً، حيث يبدو وجهه متهدلاً وفمه مفتوحاً، كما تبدو الشفة العليا هزيلة مقارنة بالشفة السفلى، والتي تبدو أضخم. كما يعاني المريض من فقدان الجسم الثفني بشكل كليّ أو جزئي. توفي نحو ثلث المرضى الذين عانوا من متلازمة إف جي في مرحلة الطفولة، وعادة ما تكون التهابات الجهاز التنفسي السببَ وراء الوفاة، لكن الوفاة المبكرة نادراً ما تحدث بعد تجاوز مرحلة الطفولة.

### التأثيرات المتعلقة بالنمو
الإعاقات العقلية شائعة عند الإفراد الذين يعانون من متلازمة إف جي، ويعود السبب إلى عدم تخلّق (فقدان) الجسم الثفني. كما تضعف قدرة المريض على الحركة نتيجة الإصابة بمتلازمة إف جي، وتأثيرها على نمو العصبونات. تظهر أيضاً عدة مشاكل خلال مرحلة الطفولة في الجهاز المعدي المعوي والجهاز المعدي المريئي. وأكثر اضطرابات الجهاز المعدي المعوي شيوعاً هي الإمساك نتيجة الرتق الشرجي والارتجاع المعدي المريئي. تؤدي التشوهات القلبية الرئوية أيضاً إلى الوفاة المبكرة عند الأطفال الذين يعانون من متلازمة إف جي، وتكون هذه التشوهات مسؤولة بنسبة 60 بالمئة عن حالات الوفاة. تُعد التشوهات الحاجزية من أكثر تشوهات القلب الخلقية شيوعاً. وبعد تجاوز مرحلة الطفولة، سُجلت حالاتٌ عاش فيها المرضى المصابون بمتلازمة إف جي لأكثر من 50 سنة.

## علم الوراثة
توجد معظم الطفرات التي تسبب متلازمة إف جي في المورثة MED12. لكن هذه الطفرات وُجدت أيضاً في مورثات FMR1 وFLNA وUPF3B وCASK وMeCP2 وATRX [4]. تقود هذه الطفرات إلى أنواعٍ مختلفة من متلازمة إف جي، حيث تبدي جميع هذه الأنواع الخصائص ذاتها. أشهر أنواع الطفرات هو FGS1، وهو موجود على المورثة MED12.
تتضمن الأنواع المعروفة والجينات المُتأثرة:
| النوع | OMIM   | الجين | الموقع       |
| ----- | ------ | ----- | ------------ |
| FGS1  | 305450 | MED12 | Xq13         |
| FGS2  | 300321 | FLNA  | Xq28         |
| FGS3  | 300406 | FGS3  | Xp22.3       |
| FGS4  | 300422 | CASK  | Xp11.4-p11.3 |
| FGS5  | 300581 | FGS5  | Xq22.3       |

## تاريخ
اشتق اسم المتلازمة من الأحرف الأولى لشقيقتين تملكان 5 أبناء يعانون من متلازمة إف جي. نُشرت أول دراسة حول هذه المتلازمة عام 1974، وهكذا عُرف أن المتلازمة ترتبط بالمورثات على الكروموسوم X.
توصلت دراسة تمت عام 2008 إلى نتيجة مفادها أن كيم بيك، وهي الشخصية التي أداها الممثل داستِن هوفمان تحت اسم رايموند بابيت في فيلم Rain Man، ربما عانى من متلازمة إف جي، ولم يكن مصاباً بالتوحد كما شاع عنه.

## تشخيص متلازمة إف جي
يُستخدم اختبار الحمض النووي لتشخيص متلازمة إف جي، يجري البحث عن العيوب في المورثة MED12، لكن العلماء يختلفون إن كان هذا الاختبار جازماً أم لا.
هناك عددٌ من الأشخاص الذين يحملون الأعراض الشائعة لمتلازمة إف جي بدون أن تظهر العيوب في المورثة التي يُجرى عليها الاختبار. وفي الأعوام الأخيرة، اكتشف العلماء وجود عيوبٍ في المورثات التي ربما ترتبط مع أنواعٍ أخرى من متلازمة إف جي.
لا يعاني جميع الأطفال المصابين بمتلازمة إف جي من مشاكل صحية تهدد حياتهم فحسب، بل يواجهون عادة تحديات تصبح متعبة ومرهقة مع الوقت. ومن هذه المصاعب والمشاكل: الإمساك المزمن والنوبات التشنجية وضعف السمع وتأخر النطق والإرهاق (غالباً نتيجة نقص التوتر العضلي) واضطراب التكامل الحسي ومتلازمة النخاع الشوكي المربوط والتنمّر.
إحدى الأمور التي تستدعي اهتماماً خاصاً هي المشكلة المتعلقة بالنظام الغذائي للمرضى، حيث يفضل الأطفال المصابون بمتلازمة إف جي تناول أنواع محددة من الطعام، وربما يرفضون تناول الطعام من الأساس، وهو أمر متعلق بمشاكل تكامل الحواس.
يضع بعض الأطفال الطعام في أفواههم أو أعلى الحنك كي “يخبئوه لوقت آخر”. قد يؤدي هذا التصرّف إلى الموت، خاصة إذا نام الطفل وفمه مليءٌ بالطعام، لذا على الأهل أو القائمين على رعاية الطفل الانتباه إلى فم المريض قبل خلوده إلى النوم.
هناك عادة خطيرة أخرى تُعرف باسم “ابتلاع الطعام”، أي عندما يحشو الطفل فمه بالطعام ويبتلعه بدون هضمه. وبصرف النظر عن الوصمة الاجتماعية التي قد تلحق بالطفل جراء هذا التصرف، فربما تؤدي هذه العادة الضارة إلى الاختناق.
تتراوح القدرات العقلية للمصابين بمتلازمة إف جي من الإعاقة الشديدة إلى المهارات الوظيفية العالية. فبعض الأطفال بحاجة إلى العيش في المنزل، والعمل بمساعدة مدرب مختص. بينما يستطيع آخرون مصابون بالمتلازمة الذهاب إلى الجامعة وبدء مهنة ما، وربما الزواج وإنجاب الأطفال. عموماً، يعيش بعض المرضى في مساكن جماعية ويحافظون على مقدار معين من الاستقلالية.
يملك الأطفال المصابون بمتلازمة إف جي متوسطَ عمر مساوٍ للأطفال الآخرين الذين يعانون أيضاً من اعتلالات جسدية مشابهة، كأمراض الجهاز التنفسي والقلبي.